# Jessica Collins (attrice 1971)
Jessica Collins, nata Jessica Lynn Capogna (Schenectady, 1º aprile 1971), è un'attrice statunitense.

## Biografia
Ha debuttato nel film Leprechaun 4 - Nello spazio; ha poi lavorato in Prova a prendermi in un ruolo minore.
Il 2 novembre 1996 ha sposato Robert Tyler, suo partner in Quando si ama. I due hanno divorziato nel 2002.

## Filmografia

### Cinema
- Leprechaun 4 - Nello spazio (Leprechaun 4: In Space), regia di Brian Trenchard-Smith (1997)
- Best of the Best 4; Without Warning, regia di Phillip Rhee (1998)
- Beautiful - Una vita da miss (Beautiful), regia di Sally Field (2000)
- Prova a prendermi (Catch Me If You Can), regia di Steven Spielberg (2002)
- King for a Day, regia di Jerry Kernion - cortometraggio (2003)
- The Ranch, regia di Susan Seidelman - film TV (2004)
- Dirty Love - Tutti pazzi per Jenny (Dirty Love), regia di John Mallory Asher (2005)
- Live! - Ascolti record al primo colpo (Live!), regia di Bill Guttentag (2007)
- Open House, regia di Andrew Paquin (2010)

### Televisione
- Quando si ama (Loving) - serie TV (1983-1995)
- La valle dei pini (All My Children) - soap opera (1992)
- Robin's Hoods - serie TV (1994)
- M.A.N.T.I.S. - serie TV (1994)
- Coach - serie TV (1995)
- Renegade - serie TV, episodio 3x19 (1995)
- Lois & Clark - Le nuove avventure di Superman (Lois & Clark: The New Adventures of Superman) - serie TV, episodi 3x01 e 3x11 (1995)
- Un detective in corsia (Diagnosis: Murder) - serie TV, episodio 4x06 (1996)
- Vita con Roger (Life with Roger) - serie TV, 1 episodio (1996)
- Star Trek: Voyager – serie TV, episodio 3x21 (1996)
- Beverly Hills 90210 - serie TV, episodi 8x09, 8x10 e 8x11 (1997)
- Dawson's Creek - serie TV, episodio 3x16 (2000)
- Off Centre - sitcom, episodio 1x11 (2002)
- Andy Richter Controls the Universe - sitcom, 1 episodio (2002)
- American Dreams - serie TV (2002-2003) (ruolo ricorrente)
- Tru Calling - serie TV (2003-2004) (ruolo ricorrente)
- The Ranch - film TV (2004)
- Everwood - serie TV, episodio 3x12 (2005)
- Unscripted - serie TV, 3 episodi (2005)
- CSI - Scena del crimine (CSI: Crime Scene Investigation) - serie TV, episodio 6x09 (2005)
- Due uomini e mezzo (Two and a Half Men) - serie TV, episodio 4x11 (2006)
- Big Shots - serie TV (2007-2008) (ruolo di ricorrente)
- Provaci ancora Gary (Gary Unmarried) - serie TV, episodio 1x08 (2008)
- Nip/Tuck - serie TV, episodio 6x08 (2009)
- Scoundrels - serie TV, ruolo ricorrente
- CSI: Miami - serie TV, episodio 9x08 (2010)
- Memphis Beat - serie TV, episodio 2x06 (2011)
- C'è sempre il sole a Philadelphia (It's Always Sunny in Philadelphia) - sitcom, 3 episodi (2011-2013-2019)
- Febbre d'amore (The Young and the Restless) - soap opera (ruolo ricorrente) (2011-2015)
- NCIS - Unità anticrimine (NCIS) - episodio 10x02 (2012)
- Perception - serie TV, episodio 3x08 (2014)
- 9-1-1 - serie TV, episodio 1x06 (2018)
- Grey's Anatomy - serie TV, episodio 15x06 (2018)
- Dolly Parton: Le corde del cuore (Dolly Parton: Heartstrings) - serie TV, episodio 1x04 (2019)
- Acapulco - serie TV (2021)

## Doppiatrici italiane
Nelle versioni in italiano dei suoi lavori, Jessica Collins è stata doppiata da:
- Roberta Greganti in Tru Calling, CSI: Miami
- Barbara De Bortoli in Dolly Parton: Le corde del cuore
- Monica Ward in CSI - Scena del crimine
- Letizia Scifoni in Due uomini e mezzo
- Antonella Baldini in Dawson's Creek
- Sabrina Duranti in Perception
- Cristina Dian in 9-1-1
- Roberta De Roberto in Grey's Anatomy